# Brachychloa
Brachychloa  S.M.Phillips é um género botânico pertencente à família Poaceae, subfamília Chloridoideae, tribo Eragrostideae.
Suas espécies ocorrem na África.

## Espécies
- Brachychloa fragilis S.M.Phillips
- Brachychloa schiemanniana (Schweickerdt) S.M.Phillips